# Obusier M1, 8 pouces
Pour les articles homonymes, voir Obusier M1 et M1.

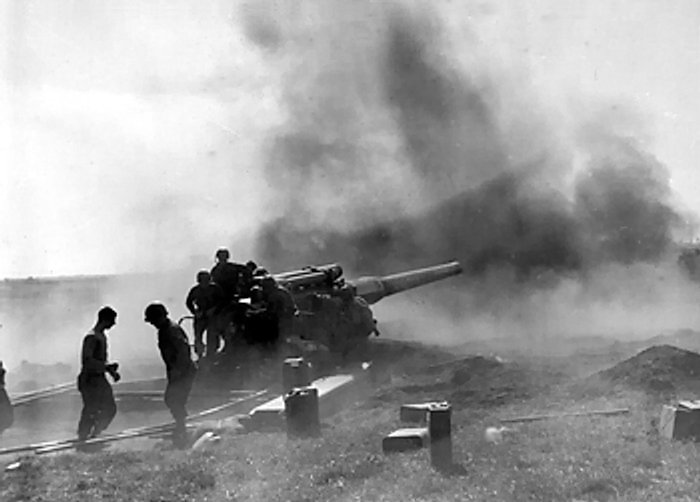
Obusier de 203 de lUS Army pendant le siège de Brest.

L'obusier M1, 8 pouces (203 mm) est un canon américain de la Seconde Guerre mondiale, utilisé par les forces armées américaines et britanniques. Il n'a été produit qu'en petites quantités et avait la réputation d'être peu précis. Il a fait partie des types d'armements très rapidement mis au point au début du conflit.
Des canons de ce type furent utilisés pour bombarder Brest, assiégée en 1944.

## Caractéristiques
- Pays : États-Unis ;
- Poids de la pièce : 20 tonnes[2] ;
- Portée : de 20 à 32 kilomètres ;
- Poids de l'obus : 91 kg[3] ;
- Vitesse : 594 m/s ;

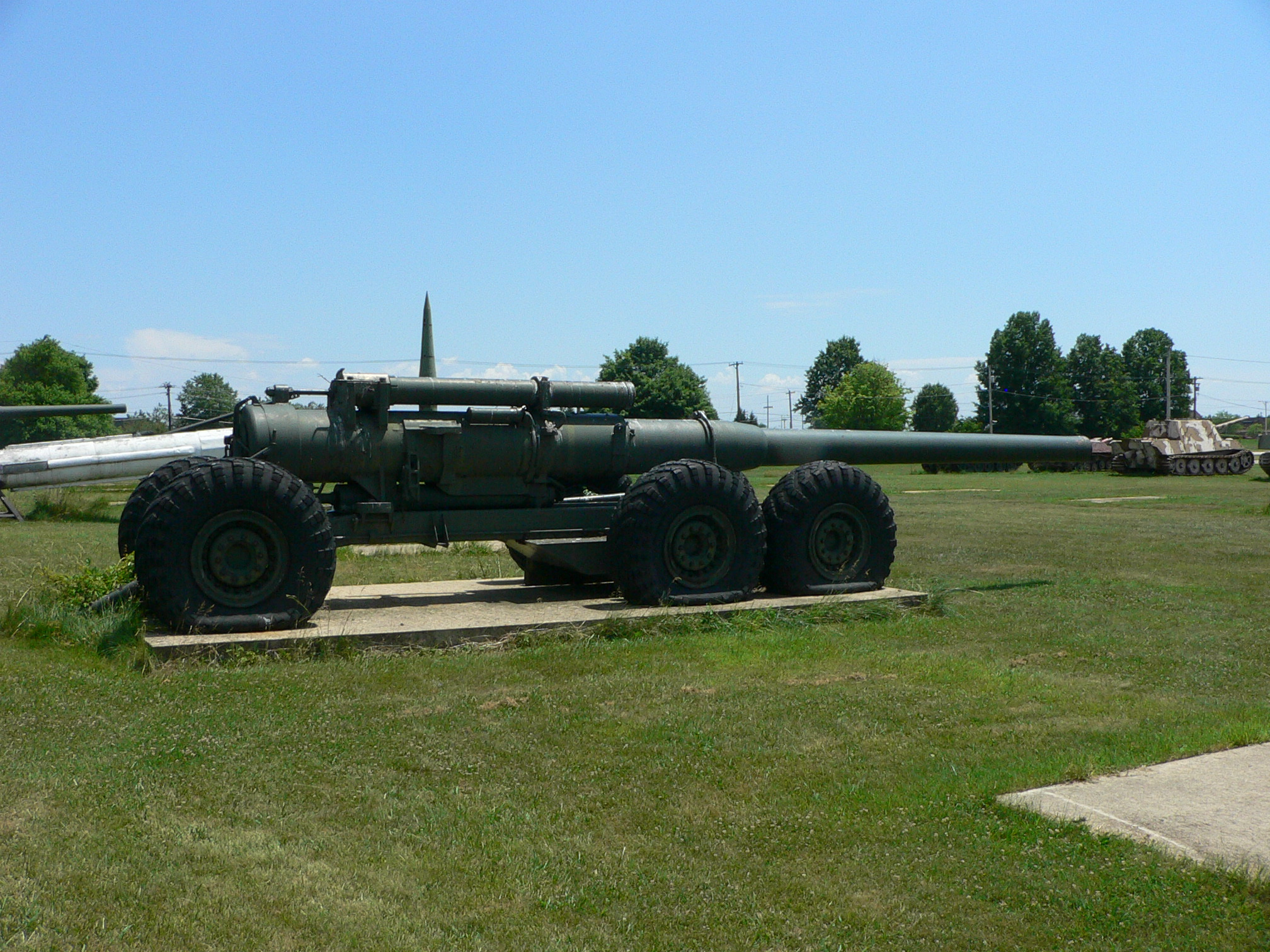
Position de transport (tube seul), United States Army Ordnance Museum (Aberdeen Proving Ground, MD)

- cadence de tir : Dépendante de la rapidité des servants de pièce.